# Marie Zidi
Pour les articles homonymes, voir Zidi.
Marie Zidi est une actrice française, spécialisée dans le doublage.

## Biographie
Active dans le doublage, elle est la voix française régulière de Marguerite Moreau, Taylor Schilling, Rachel Nichols, Jessica Biel, Victoria Justice et Laura Benanti ainsi qu'une des voix de Helena Bonham Carter, Paget Brewster, Milena Govich et Moon Bloodgood.
Très présente dans le jeu vidéo, elle est la voix de Luke Triton dans la série de jeux vidéo Professeur Layton, Tess dans The Last of Us, Camille dans le jeu Runaway 2: The Dream of the Turtle, Sonya Blade dans Mortal Kombat X et Mortal Kombat 11 ou encore celle de la Barbare dans le jeu Diablo III. En 2016, elle chante pour le thème principal de l'extension Blood and Wine du jeu vidéo The Witcher 3: Wild Hunt.

### Vie privée
Elle est la fille du réalisateur Claude Zidi.

## Théâtre
- 2008-2009 : Les Chanteuz', elles font leur comédie d'Agnès Hampartzoumian, mise en scène Corinne Puget

## Filmographie

### Cinéma
- 1993 : Profil bas de Claude Zidi : la chanteuse du karaoké
- 2003 : Ripoux 3 de Claude Zidi : la copine #2

### Télévision
- 2016 : La Loi de..., épisode La Loi de Christophe : La Ligne blanche de Jacques Malaterre : Clémentine

## Doublage

### Cinéma

#### Films
- Jessica Biel dans : 
  - Furtif (2005) : Kara Wade
  - Rencontres à Elizabethtown (2005) : Ellen Kishmore
  - Quand Chuck rencontre Larry (2007) : Alex McDonough
  - Un mariage de rêve (2008) : Larita Whittaker
  - The Secret (2012) : Julia Denning

- Helena Bonham Carter dans :
  - Harry Potter et l'Ordre du phénix (2007) : Bellatrix Lestrange
  - Harry Potter et le Prince de sang-mêlé (2009) : Bellatrix Lestrange
  - Harry Potter et les Reliques de la Mort, partie 1 (2010) : Bellatrix Lestrange
  - Harry Potter et les Reliques de la Mort, partie 2 (2011) : Bellatrix Lestrange

- Moon Bloodgood dans : 
  - Panique à Hollywood (2008) : Laura
  - Terminator Renaissance (2009) : Blair Williams
  - Faster (2010) : Marina, la femme de Slade

- Rachel Nichols dans :
  - 2e sous-sol (2007) : Angela Bridges
  - Star Trek (2009) : Gaila

- Amanda Lawrence dans :
  - Star Wars, épisode VIII : Les Derniers Jedi (2017) : Larma D'Acy
  - Star Wars, épisode IX : L'Ascension de Skywalker (2019) : Larma D'Acy

- Laura Benanti dans :
  - À quel prix ? (2020) : Karen Donato
  - Le Challenge (2023) : Allison Becker

- Victoria Justice dans :
  - Un after mortel (2021) : Cassandra « Cassie » Adeline Garcia
  - The Tutor (2023) : Annie

- 2004 : Cutie Honey : Honey Kisaragi/ Cutey Honey (Eriko Sato)
- 2005 : Fragile : Susan (Susie Trayling)
- 2008 : Hell Ride : Nada (Leonor Varela)
- 2009 : En cloque mais pas trop : Lisa DePardo (Cheryl Hines)
- 2009 : I Love You, Man : Hailey (Sarah Burns)
- 2012 : Cosmopolis : Jane Melman (Emily Hampshire)
- 2013 : World War Z : Karen Lane (Mireille Enos)
- 2013 : La Vie rêvée de Walter Mitty : Cheryl (Kristen Wiig)
- 2013 : Iron Man 3 : Dr Maya Hansen (Rebecca Hall)
- 2014 : Juillet de sang : Ann Dane (Vinessa Shaw)
- 2017 : Once Upon a Time in Venice : Joan (Candice Coke)
- 2019 : Spider-Man: Far From Home : Victoria (Clare Dunne (en))
- 2021 : Mortal Kombat : Sonya Blade (Jessica McNamee)
- 2021 : Reminiscence : Tamara Sylvan (Marina de Tavira)
- 2021 : Out of Death : Shannon (Jaime King)
- 2022 : Senior Year : ? ( ? )
- 2022 : Hollywood Stargirl : Priya Collins (Sarayu Rao)
- 2022 : Luckiest Girl Alive : Elenor Whitman (Sonia Beeksma)
- 2022 : Base secrète : ? ( ? )
- 2022 : Moi, apprivoisée ? (en) : Agata (Dorota Landowska (pl))
- 2023 : L'Amour en touriste : Mona (Missi Pyle)
- 2024 : Je m'appelle Loh Kiwan : Kyung-sil [Qui ?]
- 2024 : Wolfs : June (Poorna Jagannathan)

#### Films d'animation
- 2004 : Ghost in the Shell 2: Innocence : voix additionnelles
- 2009 : Professeur Layton et la Diva éternelle : Luke Triton
- 2016 : Zootopie : Nangi
- 2016 : Angry Birds, le film : voix additionnelles
- 2024 : Baki Hanma vs Kengan Ashura : Kaede Akiyama
- 2025 : The Witcher : Les Sirènes des abysses : Melusina[n 1]
- 2025 : Batman Ninja vs. Les Yakuzas : « Daiana, la Déesse aigle » / la princesse Diana / Wonder Woman[n 2]

### Télévision

#### Téléfilms
- Victoria Justice dans : 
  - Spectacular! (2009) : Tammi Dyson
  - Le Garçon qui criait au loup (2010) : Jordan Sands

- 2009 : Le Visage du crime : Debbie (Jessica Harmon)
- 2011 : Astéroïde : Jennifer (Catherine Lough Haggquist)
- 2011 : Rendez-vous interdits : Diana (Lena Kleine)
- 2012 : La Négociatrice : Dr Cameron Grainger (Rhona Mitra)
- 2014 : Neuf vies pour Noël : Sarah (Jennifer Cheon)
- 2016 : Noël avec une star : Zoe Larson (Katrina Norman)
- 2017 : Le fiancé de glace : Sarah (Ashley Newbrough) et Sarah jeune (Maddy Tapper)
- 2019 : Infirmière ou ange de la mort ? : Karen (Mieko Hillman)
- 2019 : Coup de foudre pour la bachelorette : Stéphanie (Pascale Hutton)
- 2019 : Les 12 traditions de Noël : Lucy (Heidi Fielek)
- 2020 : L'Enfant caché de mon mari : Melissa (Mishael Morgan)
- 2021 : Meilleures amies pour la vie… : Lucy Hayden (Lauren Buglioli)
- 2022 : Nos pires voisines : Charlotte Porter (April Hale)
- 2022 : Il faut sauver la boutique de Noël : Izzy (Elena V. Wolfe)
- 2022 : Noël à Hollywood : Theresa Frost (Missi Pyle)
- 2022 : Mon miracle de Noël : Jenny (Victoria Souler)
- 2022 : Coup de foudre au village de Noël : April Dutron (Maria Meadows)
- 2023 : La Maison du mal : Lori Collins (Dawn Nagazina)

#### Séries télévisées
- Marguerite Moreau dans (10 séries) :
  - What About Brian (2006) : Suzanne (6 épisodes)
  - Monk (2009) : Amanda Castle (saison 8, épisode 11)
  - Private Practice (2009) : Lynn Jarvis (saison 3, épisode 8)[2]
  - Parenthood (2010) : Katie (saison 1)
  - US Marshals : Protection de témoins (2011) : Cecile Kulpak (saison 4, épisode 7)[2]
  - Grey's Anatomy (2013-2014) : Dr Emma Marling (saison 10)
  - Wet Hot American Summer: First Day of Camp (2015) : Katie (mini-série)
  - Wet Hot American Summer: Ten Years Later (2017) : Katie (mini-série)
  - Tell Me a Story (2018) : Abby Powell (saison 1, épisode 8)
  - High Potential (2025) : Heather Donovan (saison 1, épisode 11)

- Laura Benanti dans (7 séries) : 
  - Eli Stone (2008) : Beth Keller
  - New York, unité spéciale (2011-2013) : Marie Grazie Amaro
  - Go On (2012-2013) : Lauren Schneider
  - Royal Pains (2013) : Shelby Shackelford
  - Elementary (2013) : Anne Barker (saison 2, épisode 4)[2]
  - Nurse Jackie (2014) : Mia
  - The Good Wife (2014) : Renata Ellard

- Milena Govich dans (6 séries) :
  - New York, police judiciaire (2005-2007) : l'inspecteur Nina Cassady
  - Conviction (2006) : Jessica Rossi
  - K-Ville (2007) : DA Lindsey Swann
  - The Defenders (2010) : Tracy Hunt
  - Mentalist (2014) : Molly Becker (saison 6, épisode 14)[2]

- Moran Atias dans (6 séries) :
  - Crash (2008-2010) : Inez (26 épisodes)
  - Les Experts : Manhattan (2010) : Marina Garito (saison 6, épisode 18)
  - FBI : Duo très spécial (2011) : Christie (saison 3, épisode 3)
  - Tyrant (2014-2016) : Leila Al-Fayeed (32 épisodes)
  - 24 Heures : Legacy (2017) : Sidra (6 épisodes)
  - The Village (en) (2019) : Ava Behzadi (10 épisodes)

- Kearran Giovanni dans (6 séries) :
  - Major Crimes (2012-2018) : l'inspecteur Amy Sykes (105 épisodes)
  - Beauty and the Beast (2013) : Miranda Bishop (saison 1, épisode 14)
  - Dynastie (2018) : la chef Bobbi Johnson (saison 1, épisode 11)
  - Bull (2018) : Lindsey Erickson (saison 3, épisode 5)
  - The Resident (2019-2020) : Andrea Braydon (6 épisodes)
  - Walker (2022-2024) : Kelly (11 épisodes)

- Sarayu Blue dans (6 séries) :
  - Monday Mornings (2013) : Dr Sydney Napur (10 épisodes)
  - Rizzoli and Isles (2016) : Iris Najafi (saison 7, épisode 6)
  - Grey's Anatomy : Station 19 (2018) : Audrey (saison 1, épisode 9)
  - Medical Police (2020) : Sloane McIntyre (7 épisodes)
  - Les Expatriées (2024) : Hilary Starr (mini-série)
  - Good American Family (2025) : Valika (mini-série)

- Victoria Justice dans (5 séries) : 
  - Zoé (2006-2008) : Lola Martinez (2e voix, saisons 3 et 4)
  - iCarly (2009) : Shelby Marx (saison 2, épisode 20)
  - True Jackson (2009) : Vivian (saison 1, épisode 22)
  - Victorious (2010-2013) : Victoria « Tori » Vega (56 épisodes)
  - Big Time Rush (2013) : Victoria Justice (saison 4, épisode 6)

- Paget Brewster dans (5 séries) :
  - Esprits criminels (depuis 2006) : Emily Prentiss
  - New York, unité spéciale (2012) : la chef du bureau Paula Foster (saison 14, épisodes 1 et 2)
  - Modern Family (2013) : Trish (saison 4, épisode 20)[2]
  - Grandfathered (2015-2016) : Sara Kingsley (22 épisodes)
  - Mom (2019) : Veronica Stone (saison 7)

- Moon Bloodgood dans (5 séries) :
  - Journeyman (2007) : Livia Beale (13 épisodes)
  - Burn Notice (2009) : l'inspecteur Paxson (saison 3)
  - Falling Skies (2011-2015) : Anne Glass (49 épisodes)
  - Code Black (2018) : Rox Valenzuela (13 épisodes)
  - NCIS : Los Angeles (2019-2020) : Katherine Casillas (6 épisodes)

- Saffron Burrows dans :
  - Boston Justice (2007-2008) : Lorraine Weller
  - The Crazy Ones (2013) : Helena (saison 1, épisode 5)[2]
  - Marvel : Les Agents du SHIELD (2013-2014) : Victoria Hand

- Neve Campbell dans : 
  - The Philanthropist (2009) : Olivia Maidstone (8 épisodes)
  - Grey's Anatomy (2012) : Lizzie Shepherd (saison 9, épisodes 8 et 9)
  - House of Cards (2016-2017) : LeAnn Harvey (25 épisodes)

- Rachel Nichols dans : 
  - The Inside : Dans la tête des tueurs (2005) : l'agent Rebecca Locke
  - Continuum (2012-2014) : Kiera Cameron

- Carmen Goodine dans : 
  - Damages (2007) : Lila DiMeo
  - Life on Mars (2008) : Erica (épisode 6)[2]

- dans Les Feux de l'amour :
  - Mishael Morgan : Hilary Curtis (2015-2020) puis Amanda Sinclair (depuis 2022)
  - Karla Mosley : Amanda Sinclair (2023)

- 2005 : Esprits criminels : Fay Arnold (Sharisse Baker-Bernard) (saison 1, épisode 7)
- 2005-2006 : Le Destin de Lisa  : Sabrina Hofmann (Nina-Friederike Gnädig)
- 2005-2006 : Newport Beach : Gwen Harper (Lisa Rotondi)
- 2007 : Preuve à l'appui : Debra Scott (Cyia Batten) (saison 6, épisode 7)
- 2006-2007 Robin des Bois : Djaq (Anjali Jay)
- 2008 : Mentalist : Jessica Meier-Cardeira (Maite Schwartz (en)) (saison 1, épisode 6)
- 2009-2014 : Warehouse 13 : l'agent Myka Berring (Joanne Kelly)
- 2010 : Miami Medical : Dr Eva Zambrano (Lana Parrilla)
- 2010 : How I Met Your Mother : Jessica Glitter (Nicole Scherzinger) (Saison 6, épisode 9)
- 2010 : Lie to Me : Jane Prescott (Michelle Clunie) (saison 3, épisode 6)
- 2011 : Spartacus : Les Dieux de l'arène : Gaïa (Jaime Murray)
- 2011 : Terra Nova : Alicia Washington (Simone Kessell)
- 2011 : Castle : Charlene McCann (Monica Keena) (saison 3, épisode 17)
- 2012 : DCI Banks : Carmen (Heida Reed)
- 2012 : NYC 22 : Jennifer « Maison Blanche » Perry (Leelee Sobieski)
- 2016 : The Get Down : Ms. Green (Yolonda Ross)
- 2017 : UnREAL : Dominique (Elizabeth Whitmere)
- 2017 : Gypsy : Rebecca (Brooke Bloom)
- 2017 : Emerald City : West (Ana Ularu)
- 2021 : Calls : Maman (Jenica Bergere) (voix - saison 1, épisode 7)
- 2021 : Y, le dernier homme : Roxanne (Missi Pyle)
- 2021 : The Beast Must Die (en) : Frances Cairnes (Cush Jumbo)
- 2022 : After Life : ? (?)
- 2022 : The Fabulous (en) : Mme Oh [Qui ?]
- 2022 : Moonhaven : Maite Voss (Ayelet Zurer)
- 2023 : La Diplomate : ? (?)
- 2023 : El silencio : ? (?) (mini-série)
- 2023 : Deadloch : ? (?)
- 2023 : Gangs of Oslo : Marianne (Jane Heltberg) (6 épisodes)
- 2023 : A Body That Works (en) : Chen Ben-Atar (Gal Malka)
- 2024 : The Madness : Laura Jennings (Bri Neal) (mini-série)

#### Séries d'animation
- 2001-2004 : Monsieur est servi : la mère de Cynthia
- 2002[3] : Getbackers : Heaven
- 2002-2003[4] : Kiddy Grade : Dvergr, Tweedledee
- 2003 : .hack//Legend of the Twilight : Kamui
- 2003-2004 : Saiyuki Reload : voix additionnelles
- 2004 : Gokusen : Shizuka Fujiyama
- 2005 : Bromwell High : Miss Jackson
- 2005 : Les Canopus[5] : Nedjum, Coccipuce, Boutélélé
- 2005-2006 : Les mésaventures du roi Arthur[6] : Guenièvre
- 2006-2008 : Monster Allergy : Greta
- 2006-2009 : Kilari : Sumire Takarazuka
- 2007 : Adibou : Aventure dans le corps humain : Adilia
- 2007 : Dr Dog[7] : Ma, Mrs Pinkle, Mrs Pattle
- 2008-2009 : Adibou : Aventure objectif Terre : Adilia
- 2013 : Lanfeust Quest : ambiances
- 2015-2016 : Les Aventures du Chat Potté : Fidji
- 2017-2018 : Snack World : Nixe, Julienne, Mini-Faucheuse, Mimi-Gateau, Laminus, Rose
- 2018-2019 : La Garde du Roi lion : Dhahabu
- 2019 : Sadie Sparks : ?[n 3]
- 2019 : Taffy : voix additionnelles
- 2019-2021 : Fast and Furious : Les Espions dans la course : Rollie
- 2019-2023 : Kengan Ashura : Kaede Akiyama et Tōgō Tomari
- 2020 : Star Wars: The Clone Wars : Nala Se (épisode 132)
- 2021 : Queer Force : V
- 2021 : Super Crooks : la mère de Johnny
- 2021-2024 : Star Wars: The Bad Batch : Nala Se
- depuis 2021 : Les Razmoket : Charlotte Cornichon, Grand-mère Minka et Jade O'Neil
- depuis 2021 : Gabby et la Maison magique : Solarine
- 2022 : Kakegurui Twin : Sayaka Igarashi
- depuis 2022 : Bleach: Thousand-Year Blood War : Kirio Hikifune
- 2023 : Papa est un chasseur d'aliens (en) : KRS
- depuis 2023 : Les Croquemoutard : Bectance (la mère)

### Jeux vidéo
- 2007 : Professeur Layton et la Boîte de Pandore : Luke Triton et Flora Reinhold
- 2007 : The Witcher : Triss Merigold
- 2008 : Professeur Layton et le Destin Perdu : Luke Triton et Flora Reinhold
- 2008 : Prince of Persia : Elika
- 2008 : Fallout 3 : Amata
- 2008 : Far Cry 2 : Nasreen Davar
- 2009 : Professeur Layton et l'Appel du Spectre : Luke Triton
- 2009 : Left 4 Dead 2 : Rochelle
- 2009 : Batman: Arkham Asylum : Dr Penny Young, Martha Wayne, Dr Gretchen Whistler, Bruce enfant[n 3]
- 2009 : Assassin's Creed II : Lucy Stillman[n 3]
- 2009 : Harry Potter et le Prince de sang-mêlé : Bellatrix Lestrange
- 2009 : League of Legends : Quinn et Sivir[8]
- 2009 : Adibou et les Saisons magiques : Adilia
- 2010 : Heavy Rain : Grace Mars, la femme d'Ethan
- 2010 : Assassin's Creed: Brotherhood : Lucy Stillman[n 3]
- 2010 : Final Fantasy XIV : Yugiri
- 2011 : Professeur Layton et le Masque des miracles : Luke Triton
- 2011 : Star Wars: The Old Republic : joueur contrebandier (femme)
- 2011 : Victorious: Time to Shine : Victoria « Tori » Vega
- 2011 : Duke Nukem Forever : les jumelles Hols
- 2011 : Star Fox 64 3D : Slippy Toad et Katt Monroe
- 2012 : Professeur Layton vs. Phoenix Wright: Ace Attorney : Luke Triton
- 2012 :  Diablo III : la Barbare
- 2012 : Resident Evil : Revelations : Jill Valentine
- 2012 : Resident Evil: Operation Raccoon City : Jill Valentine
- 2012 : Inazuma Eleven Go 2: Chrono Stone : Jean-Pierre Lapin
- 2012 : Victorious: Taking the Lead : Victoria « Tori » Vega
- 2013 : Professeur Layton et l'Héritage des Aslantes : Luke Triton, Theodore Bronev, Layton enfant
- 2013 : The Last of Us : Tess
- 2013 : Dead Rising 3 : Isabela Keyes
- 2013 : StarCraft II: Heart of the Swarm : Zagara
- 2014 : The Elder Scrolls Online : voix additionnelles
- 2014 : Watch Dogs : voix additionnelles (DLC : Bad Blood)[n 3]
- 2015 : Mortal Kombat X : Sonya Blade[n 3]
- 2015 : Heroes of the Storm : Zagara et Sonya
- 2015 : Rise of the Tomb Raider : Ana
- 2015 : Fallout 4 : voix additionnelles
- 2015 : Star Wars Battlefront : voix additionnelles[n 3]
- 2016 : Mirror's Edge Catalyst : Aline Maera
- 2016 : The Witcher 3: Wild Hunt - Blood and Wine : la Dame du Lac et Orianna (+ chant du thème principal)
- 2016 : Final Fantasy XV : voix additionnelles
- 2016 : Star Fox Zero : Slippy Toad
- 2017 : Wolfenstein II: The New Colossus : voix additionnelles
- 2017 : Star Wars Battlefront II : voix additionnelles
- 2017 : Mass Effect: Andromeda : voix additionnelles
- 2017 : Prey : voix additionnelles (DLC Mooncrash)
- 2017 : Yo-kai Watch 2 : Esprits farceurs : voix additionnelles
- 2017 : Lego Ninjago, le film : Le Jeu vidéo : voix additionnelles
- 2018 : Lego DC Super-Villains : Huntress
- 2018 : God of War : voix additionnelles
- 2018 : FIFA 19 : Beatriz
- 2018 : Assassin's Creed Odyssey : Kallipateira[n 3]
- 2019 : Anthem : Max
- 2019 : Mortal Kombat 11 : Sonya Blade[n 3]
- 2019 : Blacksad: Under the Skin : Sonia Dunn et voix additionnelles
- 2019 : Rage 2 : voix additionnelles
- 2020 : Final Fantasy VII Remake : Scarlet
- 2020 : Transformers: Battlegrounds : Slipstream et voix additionnelles
- 2020 : Assassin's Creed Valhalla : voix additionnelles[n 3]
- 2021 : Outriders : voix additionnelles
- 2022 : God of War: Ragnarök : Hildr
- 2023 : Overwatch 2 : Claire Hopper
- 2023 : Mortal Kombat 1 : Sonya Blade
- 2023 : Cyberpunk 2077 : Phantom Liberty : ?
- 2024 : Final Fantasy VII Rebirth : Scarlet
- 2024 : Unknown9: Awakening : ?
- 2025 : Assassin's Creed Shadows : ?
- 2025 : Space Adventure Cobra - The Awakening : Lady et Catherine[n 3]

## Voix off
- 2016-2022 : Petits secrets en famille (TF1) : la narratrice

### Documentaire
- Staline: Le tyran rouge, présenté par Bernard de la Villardière